# Lemförde
Lemförde is een gemeente in de Duitse deelstaat Nedersaksen. De gemeente maakt deel uit van de Samtgemeinde Altes Amt Lemförde in het Landkreis Diepholz. Lemförde telt 3.319 inwoners.
In Lemförde is het bestuur gevestigd van de Samtgemeinde Altes Amt Lemförde. Zie aldaar voor meer informatie.
- Gemeinsame Normdatei: 4464494-2
- Library of Congress Control Number: n88155690
- Nationale Bibliotheek van Tsjechië: ge766992
- Nationale Bibliotheek van Israël: 987007560380605171
- Virtual International Authority File: 157211511
- WorldCat: E39PBJh4tW6yhK9g7KVyyWbyBP